# 2MASS J12314753+0847331
2MASS J12314753+0847331 ist ein Brauner Zwerg im Sternbild Jungfrau. Er wurde 2004 von Adam J. Burgasser et al. entdeckt.
Er gehört der Spektralklasse T5,5 an; seine Oberflächentemperatur beträgt 800 bis 1300 Kelvin. Wie bei anderen Braunen Zwergen der Spektralklasse T dominiert auch in seinem Spektrum Methan. Seine Position verschiebt sich aufgrund seiner Eigenbewegung jährlich um 1,55 Bogensekunden.